# 欧州自由民主同盟党
欧州自由民主同盟党（おうしゅうじゆうみんしゅどうめいとう、英語: Alliance of Liberals and Democrats for Europe Party, "ALDE Party"）は、1976年に創立された欧州規模の政党。ヨーロッパにおける自由主義を理念とし、国際組織は自由主義インターナショナルに加盟している。

## 概要
欧州連合加盟国の自由主義政党を中心に、古典的自由主義や社会自由主義、中道主義などを志向する60ヵ国の政党が所属する。議長はティミー・ドゥーリー（アイルランド）とイルハン・キュチュク（ブルガリア）が共同で務める。
1970年代に欧州の自由主義政党の緩やかな連合体として発足した。現在ではベルギーの法律によって、欧州全体の政党組織として非営利団体の法人格が認められている。もっとも欧州全体の政党組織という法的位置づけにもかかわらず、欧州における単一の自由主義政党や組織政党というよりも、欧州各国の自由主義政党の緩やかな政治連合や政党連合という性格が濃い。
2023年現在は欧州議会に68議席を有する。また、欧州委員会には5名の委員を送り込んでいる。欧州議会では中道派の欧州民主党とともに院内会派「欧州刷新」（Renew Europe、略称:Renew）を組んでいる。欧州刷新代表はステファン・セジュルネ欧州議会議員（フランス）が務めている。
国別に見ると、ALDE加盟政党中、5党が首相を輩出している。
- フラームス自由民主（アレクサンダー・デ・クロー、 ベルギー）
- エストニア改革党（カヤ・カッラス、 エストニア）
- 民主党（グザヴィエ・ベッテル、 ルクセンブルク）
- 自由民主国民党（マルク・ルッテ、 オランダ）
- 共和党（ミホル・マーティン、アイルランド）

他クロアチア、フィンランド、ラトビア、スロベニア、リトアニア、ドイツの6ヵ国で政権に参加している。
ALDEの青年組織は、欧州リベラルユース（European Liberal Youth、略称:LYMEC）である。かつては欧州共同体自由急進青年運動（Liberal and Radical Youth Movement of the European Community）という名称であったが、当時の略称であるLYMECが未だに使用されている。会員数は約17万人。

## 歴史
1976年3月26日にシュトゥットガルトで「欧州自由民主党連盟（Federation of Liberal and Democrat Parties in Europe）」の名の下に欧州各国政党の連合体として設立された。連盟の設立当初、ドイツの自由民主党、フランスの急進党、デンマークのヴェンスタ、イタリアの自由党、オランダの自由民主国民党、ルクセンブルクの民主党が参加していた。後に加入したオブザーバーメンバーは、デンマークのラディケーリ、フランスの左翼急進党、英国の自由党、イタリアの共和党であった。
1977年に「欧州自由民主党（European Liberals and Democrats）」（ELD）、1986年に「欧州自由民主改革党（European Liberal Democrats and Reformists）」（ELDR）に改称された。2004年欧州議会議員選挙以前は、欧州規模の政党としては独自会派の「欧州自由民主改革」を通じて代表を務めていたが、2004年4月30日、ELDRは欧州の公式政党である「欧州自由民主改革党（European Liberal Democrat and Reform Party）」（ELDR Party）として改組された。
2012年11月10日に、欧州民主党と共に2004年7月20日に結成された当時の欧州議会の政治会派「欧州自由民主同盟（ALDE）」から名を取り、党名を現在の「欧州自由民主同盟党」に変更した。2019年6月、フランスのマクロン大統領の出身政党である共和国前進と合流したのを機に、ALDEは欧州刷新に改称された。

## 役職・組織

### 歴代議長
- 1978–1981:  ガストン・トルン
- 1981–1985:  ウィリー・デ・クレルク
- 1985–1990:  コレット・フレッシュ
- 1990–1995:  ウィリー・デ・クレルク
- 1995–2000:  ウッフェ・エルマン＝ジェンセン
- 2000–2005:  ヴェルナー・ホイヤー
- 2005–2011:  アネミー・ネイツ＝ウイッテブルック
- 2011–2015:  グラハム・ワトソン
- 2015–2021:  ハンス・ファン・バーレン
- 2021–2022:  ティミー・ドゥーリー、 イルハン・キュチュク共同代表

### 欧州理事会
| 国名           | 代表                            | 所属政党 | 年月           | 写真 |
| -------------- | ------------------------------- | -------- | -------------- | ---- |
| オランダ       | 首相 マルク・ルッテ             | VVD      | 2010年10月14日 |      |
| ルクセンブルク | 首相 グザヴィエ・ベッテル       | DP       | 2013年12月4日  |      |
| エストニア     | 首相 カヤ・カッラス             | 改革党   | 2021年1月26日  |      |
| ベルギー       | 首相 アレクサンダー・デ・クロー | VLD      | 2019年10月27日 |      |
| アイルランド   | 首相 ミホル・マーティン         | FF       | 2020年6月27日  |      |
| 欧州連合       | 議長 シャルル・ミシェル         | MR       | 2019年12月1日  |      |

### 欧州委員会
ALDE加盟政党は、欧州委員会の27のポストのうち5つを保持している。
| 国名       | 人名                     | 委員                                                              | 所属政党 | 写真 |
| ---------- | ------------------------ | ----------------------------------------------------------------- | -------- | ---- |
| デンマーク | マルグレーテ・ベステアー | デジタル時代にふさわしい欧州（副委員長） 競争（公正取引）（委員） | RV       |      |
| チェコ     | ヴェラ・ヨウロヴァー     | 価値観と透明性（副委員長）                                        | ANO      |      |
| スロベニア | ヤネス・レナルチッチ     | 危機管理（委員）                                                  | 無所属   |      |
| エストニア | カドリ・シムソン         | エネルギー（委員）                                                | KESK     |      |
| ベルギー   | ディディエ・レインダース | 正義（委員）                                                      | MR       |      |

### 部局
ALDEにおける日常的な党運営は、各部局が担当する。そのメンバーは以下の通り。
| 局                             | 人名                             | 国名         | 所属政党    |
| ------------------------------ | -------------------------------- | ------------ | ----------- |
| 共同代表                       | ティミー・ドゥーリー             | アイルランド | FF          |
| 共同代表                       | イルハン・キュチュク             | ブルガリア   | MRF         |
| 副代表                         | ヘンリック・バッハ・モーテンセン | デンマーク   | RV          |
| 副代表                         | ディタ・チャランゾヴァー         | チェコ       | ANO         |
| 副代表                         | サラ・ブリントン                 | イギリス     | LibDem      |
| 副代表                         | ダニエル・バーグ                 | ハンガリー   | M           |
| 副代表                         | アンネロー・ヴァン・エグモント   | オランダ     | D66         |
| 副代表                         | スヴェンジャ・ハーン             | ドイツ       | FDP         |
| 副代表                         | キラ・ルディック                 | ウクライナ   | Golos       |
| 会計                           | デビッド・バーク                 | アイルランド | FF          |
| 充て職                         |                                  |              |             |
| 党書記長                       | ジェイコブ・モロザ＝ラスムッセン | デンマーク   | RV          |
| 自由主義インターナショナル議長 | ハキマ・エル・ハイテ             | モロッコ     | なし (MP)   |
| 欧州評議会会派議長             | ジャック・メール                 | フランス     | なし (LREM) |
| 欧州刷新（欧州議会）代表       | ステファン・セジュルネ           | フランス     | LREM        |
| 欧州地域委員会代表             | フランソワ・デコスター           | フランス     | なし        |
| 欧州リベラルフォーラム代表     | ヒルデ・ヴォートマン             | ベルギー     | Open VLD    |
| 欧州リベラルユース代表         | ダンアリア・スクーリ             | スウェーデン |             |

## 党の議席数

### 欧州機関
| 組織       | 機関                          | 議席数   |
| ---------- | ----------------------------- | -------- |
| 欧州連合   | 欧州委員会                    | 5 / 27   |
| 欧州連合   | 欧州理事会(政府首脳)          | 6 / 27   |
| 欧州連合   | 欧州連合理事会(政権への参画） | 11 / 27  |
| 欧州連合   | 欧州議会                      | 68 / 705 |
| 欧州評議会 | 欧州評議会                    | 28 / 318 |